# Мензоберранзан
Мензоберранзан (англ. Menzoberranzan) — город эльфов-дроу в вымышленной вселенной Забытых Королевств. Находится глубоко в Подземье на северо-западе Фаэруна.
Мензоберранзан — самый известный город дроу, благодаря тому, что является ареной действия романов Роберта Сальваторе, Элейн Каннингем, нескольких компьютерных игр и многих других произведений по Забытым Королевствам.
Мензоберранзан — небольшой стандартный город дроу, там живёт только 20 тысяч дроу и сотни тысяч рабов разных рас. Он заполняет огромную пещеру, прежде служившую логовищем гигантского паука. Гномье название Мензоберранзана — Араурилкаурак (буквально «Пещера большого столба»), из-за большого естественного столба-скалы в его центре, который присоединен к верхнему этажу и уходит в глубокую шахту.

## История

### Уход из Голотэра
Пять тысяч лет назад город был основан высшей жрицей Ллоc по имени Мензоберра Безродная, названной так потому, что она не имела ни одного выжившего родственника. Мензоберра бежала из большого города дроу Голотэра, разрушаемого гражданской войной между последователями Ллоc и поклонниками Гонадора. Жрицы натравливали на врага пауков или погребали их под гигантскими валунами, маги творили заклинания, призывающие гигантских пурпурных червей, пожирающих армии, обрушивающие огромные сталактиты с потолка пещеры на лежащие внизу здания, открывающие трещины в толще скал, которые поглощали воинов дроу вместе с их крепостями. Повсюду в Голотэре была смерть и разрушение безо всякой надежды на благополучный исход.
Гордая и могущественная жрица Ллоc, Мензоберра, единственная из своих сестер-жриц уклонилась от боя. Она собрала семь семей, богатых и сильных, и сказала им, — «Следуя воле Ллоc, да будет основан новый, верный Ллоc город!»
Оставив разрушенный войной Голотэр, отряд Мензоберры двинулся в неизвестное, доверив Ллоc руководить ими. Они долгое время путешествовали по Подземью, отбивая атаки многих чудовищ, преодолевая опасности водопадов, обвалов, каменных оползней и вездесущего мрака.
Всякий раз, когда отряд, казалось, терял дорогу, или был готов погибнуть от голода или рук врага, Ллот посылала им помощь: множество добычи, такой как гигантские летучие мыши, которых легко подстрелить, или паука, выводящего их тайным путём из безводного тупика, или своевременный обвал, засыпающий иллитидов, готовых настигнуть дроу.
При всей помощи Ллоc, дорога была длинной и трудной, и ни один из отряда Мензоберры не нашёл бы дороги назад, к разрушенному Голотэру, даже если бы пожелал этого.

### Топоры дворфов
Несколько раз блуждающие по пещерам дроу, находившие правильным способ, которым Мензоберра отыскивала дорогу, следуя за видениями, что посылала ей Паучья Королева, встречали и побеждали небольшие отряды свирфнеблинов и дворфов.
Затем они прибыли в пещеры, принадлежащие Клану Чёрного Топора, богатые железом, но бдительно охраняемые дворфами. Стражи клана отступили, считая силы дроу слишком значительными, и послали сообщения старейшинам.
Горстка героев вызвалась задержать дроу в маленькой пещере, известной как Пещера Расколотых Голов, в то время как за стеной их щитов весь клан бежал. У дворфов не было ничего, кроме топоров и храбрости против вооружённых мощными заклинаниями и превосходящих их числом дроу, но почти половина отряда Мензоберры пала от их руки, в то время как дворфы погибали один за другим, борясь до последнего. «Храбрые Бороды», как впоследствии называли их дроу.
Последний из дворфов, поверженный, но не сдавшийся, корчась в судорогах от яда дроу, предсказал захватчикам гибель от Многих Глаз, прежде, чем кровь потекла через его бороду, и он умер. Своего рода магический артефакт, должно быть, был на его броне, так как его тело стало погружаться в твердый камень пола пещеры, пока не исчезло.

### Гибель Многих Глаз
Следуя через темные и покинутые пещеры, где сталагмиты и сталактиты стояли, как ряд оскаленных клыков, отряд Мензоберры прибыл наконец в огромную пещеру, всю сверкающую мягким свечением зарослей съедобных грибов и лишайников, и полную костей тех, кто стал жертвой жителя пещеры — гигантского наблюдателя, которого местные дворфы и называли Многие Глаза, как дроу узнали впоследствии. Наблюдатель, обхватом с самую большую башню в далеком Голотэре, имел двадцать или больше щупалец, оканчивающихся глазами, и правил пещерой при помощи различных чудовищ, включая собственное потомство. Устрашенные дроу как можно скорее бежали из этого места.
Они пытались пробиться через орды монстров, служивших Многим Глазам, когда Ллос явилась им, паря в воздухе над осажденным отрядом, воплотившись в облике головы прекрасной женщины дроу огромного роста, чьи локоны обвивали длинные, темные паучьи ноги.
Паучья Королева сказала дроу, что они избраны ею, и это место предназначено ею для них. Если они будут достойны, они смогут отвоевать его и сделать своим новым домом.
И тогда отряд Мензоберры повернул назад и клинками и магией вступил в схватку с множеством тварей, окружавших наблюдателя. Наконец он остался в одиночестве — магия глаз против заклинаний дроу.

### Основание Мензоберранзана
Множество дроу погибли, сражаясь с Многими Глазами, рухнув с высоты или превращенные в камень во время того, как они рубили щупальца наблюдателя и всаживали отравленные стрелы в пристально глядящие глаза размером больше их собственных голов. Не один Дом был поставлен на грань гибели во время той битвы. В конце концов, сама Мензоберра призвала Ллос и бросила заклинание прямо в зияющую пасть наблюдателя. Заклинание разорвало тварь, и когда дымящиеся, корчащиеся останки опустились на пол пещеры, Мензоберра именем Ллос, Королевы всех дроу, объявила эту пещеру их новым домом.
Выстоявшие вместе с ней в этот день смерти дроу происходили из семей С’Срил, Тэйалла, Бэнр, Маск’ил’ир, Насадра, Тачет и Уусралла. Они поселились вместе в сокровищнице логова наблюдателя, большом гроте в южной стене огромной пещеры, и возвели там алтарь Ллоc. Йоклол явилась им в ответ на их первую молитву, и повелела им назвать город «Мензоберранзан» (дом Мензоберры) в честь заслуг Мензоберры и её верной службы Паучьей Королеве.
Так на карте Подземья в 3917 году до КД появился новый город дроу — Мензоберранзан.

### Проклятие дроу
Слишком скоро проклятие, преследующее всех темных эльфов, та самая вражда, рождённая гордостью и жестокостью, и жажда сражений, которая разрушила Голотэр, вернулась к дроу Мензоберранзана.
Тэйалла был Домом гордых и могущественных магов, а почти все выжившие из Дома Насадра были жрицами Ллос. Насадра приказывали магам Тэйалла, подвергая сомнению их верность Ллос и карая тех, кто уклонялся от выполнения приказов во имя богини. В дальнейшем, как всегда бывает, когда затронута гордость, Насадра подвергли пыткам старейшего и мудрейшего из магов Тэйалла, и он умер под пыткой.
В гневе Дом Тэйалла обратился к Мензоберре, чтобы та ограничила произвол Дома Насадра. Мензоберра посоветовалась с Ллос, после чего полностью приняла сторону жриц Насадра, вручив им плети, чьи хвосты заканчивались живыми змеиными головами, чтобы они и дальше утверждали волю Паучьей Королевы. Торжествующие Насадра радостно стали сдирать кожу с магов Тэйалла. Оставшиеся в живых в отчаянии сбежали и собрались в отдаленном углу пещеры. Они потратили свои жизни на великое заклинание, которое в 3864 году до КД в единственном катастрофическом взрыве разрушило усадьбы Тэйалла, Маск’ил’ир, Тачет и Уусралла, убив саму Мензоберру, и сократило семьи С’Срил и Насадра до горстки выживших. Взрыв превратил прежний грот в плато, которое в дальнейшем стало известно как К’елларц’орль, но центральный столб пещеры, Нарбондель, каким-то чудом уцелел.

### Путь Ллос
Спасшиеся Насадра предъявили права на власть над оставшимися дроу, но остатки жриц С’Срил, старейшие и наиболее почтенные из выживших, бросили им вызов. Дом Бэнр, который сохранил достаточно бойцов, чтобы придать решающий перевес, присоединившись к одной из сторон, примкнул к Дому С’Срил, чтобы предотвратить дальнейшее кровопролитие, которое бы неизбежно слишком ослабило бы всех дроу, чтобы противостоять опасностям Подземья. Жрицы Дома Бэнр предложили компромисс: те, кто принял сторону Насадра, могут уйти, чтобы основать другой город во славу богини, а те, кто остался на стороне С’Срил, останутся в Мензоберранзане.
Ллос явилась лично и благословила мудрость и сдержанность Дома Бэнр. Паучья Королева тогда заложила основу Пути Ллос, кодекса законов, по которому бы жили оба города. Она также постановила, что эти города должны оставаться дружественными друг к другу, или оба навлекут на себя её полную немилость. Возглавляемый домом Насадра отряд отправился в Подземье, чтобы основать там город Чед-Насад.

### Восстановление Мензоберранзана
Восстановление Мензоберранзана поначалу продвигалось медленно, но ускорилось, когда бездомные беженцы прибыли из павшего Голотэра и из Клоиббры, города дроу далеко на юге, который был разрушен союзом дворфов, свирфов и таалуд.
Дом С’Срил постепенно пришёл в упадок (единственный благородный Дом Мензоберранзана, который пал по ненасильственным причинам), последние старейшие жрицы С’Срил основали Академию, чтобы обучать вновь прибывающих в Мензоберранзан дроу вере Ллос. Под их руководством и среди стабильности, поддерживаемой Домом Бэнр, быстро развивалось мастерство магов, и город стал гордым и могущественным, богатым и полным прекрасных усадеб.
Очень скоро конкуренция снова стала слишком сильна, и Дом Бэнр, собрав правящий Совет, железной рукой навел порядок согласно Пути Ллос. Появились правила для воюющих Домов, которые позволяли дроу стать сильнее, при этом, не истребляя друг друга. Поскольку власть дроу росла, росло и планарное влияние Ллос, Паучьей королевы, Темной Матери всех дроу, и она покровительствовала городу.

### Война с Мифриловыми Палатами
1358 год по летоисчислению Долин — Год трудностей — боги ходят среди королевств, магия выходит из-под контроля. Воспользовавшись смятением и ослаблением Правящих Домом Мензоберранзана, третий Дом Облодра нападает на семью Фэн Тлаббар, в результате погибают Мать Геннитирот Тлаббар и её дочь Финни’сей. Ллос, не оценив действия Дома Облодра, лишает их своей милости, и третий Дом уничтожается силой Паучьей Королевы и Домом Бэнр.
Мать Бэнр организует нападение на Мифриловые Палаты с целью устранить потенциальную угрозу для Мензоберранзана, уничтожить Дриззта До’Урдена, опозорившего её дом, и расширить сферу своего влияния. Война с Мифриловыми Палатами идет тяжело, некоторые Матери начинают сомневаться в успехе мероприятия, однако, Мать Бэнр продолжает боевые действия. Когда ситуация становится критической и грозит уничтожением армии дроу Мать Оропол Дирр отказывается подчиняться приказам Бэнр, за что уничтожается демоном по приказу Первой Матери. Смерть Оропол Дирр лишает Мать Бэнр расположения Ллос, в результате чего Первая Мать, правившая Мензоберранзаном более 20 столетий, погибает в битве с королём Мифриловых Палат Бренором Боевым Топором. Мензоберранзан терпит поражение в войне, а смерть Первой Матери обостряет борьбу за власть, во время которой фактическим правителем Мензоберранзана впервые становится мужчина, архимаг Громф Бэнр.

### Удар по Блингденстоуну
В 1371 году КД, Году Расстроенной Арфы, Матери шести великих Домов Мензоберранзана, под предводительством Триль Бэнр, занявшей трон Первой Матери, отложили на время свои разногласия, чтобы отомстить гномам Блингденстоуна, за их помощь Митриловым Палатам в войне против дроу. С помощью заклятий, накладываемых магами и колдунами по указанию Матерей, орда демонов была спущена на Блингденстоун. Следом за атакой демонов в город вошли колонны воинов дроу, которые завершили разрушение. Население Блингденстоуна было практически истреблено. Триль Бэнр была вынуждена крайне осторожно привлекать, запугивать и обманывать Матерей меньших Домов, чтобы снова собрать их вместе для этого военного похода. Причиной удара по Блингденстоуну было желание Триль укрепить свою позицию как Матери Дома Бэнр и позицию Дома в целом, приведя Мензоберранзан к победе над внешним противником. В результате войны город гномов был полностью разрушен. Из 12 000 гномов, населявших город, спаслись около пятисот. Оставшиеся в живых бежали в Сильверимун.

### Молчание Ллос
В 1372 году по летоисчислению Долин Ллос лишила жриц своей силы. Этот период в истории дроу назван Молчанием Ллос. Воспользовавшись слабостью клириков Паучьей Королевы, организация Жэзред Чольссин, поклоняющаяся Варауну, организует восстание рабов в Мензоберранзане, которое успешно подавляется. Целью восстания является истощение магического запаса города для дальнейшей атаки на оплот Ллос. Главы Жэзред Чольссин объединяются с дэргарами Граклстага и танаруками Каанира Вока и осаждают Мензоберранзан. Враги находятся и в самом городе. Дом Аграч Дирр, управляемый личом-магом, совершает нападение на архимага Громфа Бэнра, в попытке избавить Мензоберранзан от помощи самого могущественного из волшебников. Но нападение проваливается, лич уничтожается Громфом, Дом Аграч Дирр несет огромные потери. Мать Анивал Дирр, пытаясь сохранить остатки дома, передает его в вассальное подчинение Дому Бэнр на пять столетий. Ллос, прервав своё молчание, возвращает силу жрицам, и дроу разбивают врага и снимают осаду с города. Мензоберранзан понес сравнительно небольшие потери, главной утратой для города стала потеря торговых связей с Чед-Насадом, практически уничтоженным Жэзред Чольссин.

## Общество
Население города составляет 32 000 жителей, из которых значительную часть составляют рабы из других рас. Это не самый густонаселенный город (существуют города дроу и с населением более ста тысяч), однако один из самых влиятельных и могущественных. Большинство жителей города поклоняются паучьей богине Ллос, и власть в Мензоберранзане принадлежит её жрицам. Верховной жрицей является матрона правящего дома, в настоящее время Мать Триль Бэнр. Строгий матриархат, присущий культу Ллот, ставит мужчин в ущемленное положение.
В городе находятся цитадели нескольких десятков Великих Домов, строго выстроенных по номерам в иерархии. Продвижение вверх возможно только в случае исчезновения вышестоящего Дома. Из-за этого Дома ведут непрерывную тайную войну друг с другом, отваживаясь на крупномасштабные нападения только с целью полного уничтожения Дома-противника. Кодекс Мензоберранзана запрещает открытые убийства, и нарушителя карают смертью.
Детей благородных дроу воспитывают в храмах Ллот до двадцати лет. После этого семья отдает их в академию Тир Бреч. Все девушки обязаны обучаться на жриц Ллос в школе Арах-Тинилит, в то время как для юношей семья может выбрать карьеру воина (школа Мили-Маджере) или мага (школа Сорцере). Главы школ магов и воинов являются, как правило, самыми влиятельными мужчинами-дроу в городе. В 20 лет юноши попадают в Милли Магтир, где обучение длится 10 лет. В Сорцере можно попасть лишь с 25 летняя и обучение там длится 30 лет. Обучение жриц начинается с 40 и длится 45 лет.

## Великие Дома

Гербы Великих Домов Мензоберранзана

Город управляется советом матрон первых восьми домов Мензоберранзана, в результате чего постоянно идёт скрытая война между домами за право дома находиться в совете. На данный момент[когда?] первые восемь домов:
1. Дом Бэнр (Baenre)
2. Дом Баррисон Дель’Армго (Barrison Del’Armgo)
3. Дом Фэн Тлаббар (Faen Tlabbar)
4. Дом Ксорларрин (Xorlarrin)
5. Дом Миззрим (Mizzrym)
6. Дом Фей-Бранч (Fey-Branche)
7. Дом Туин’Тарл (Tuin’Tarl)
8. Дом Даскрин (Duskryn)

## География
Мензоберранзан расположен глубоко в Подземье на северо-западе Фаэруна, к югу от Хребта Мира и поблизости от Мифриловых Палат. Над городом находятся Лунный лес, населенный светлыми эльфами, и их город Сильверимун.
Пещера, в которой расположен Мензоберранзан, имеет вытянутую с запада на восток форму наконечника стрелы (на острие — озеро Донигартен), в самом широком месте её окружность достигает трех километров. Высота пещеры 300 метров, её потолок украшают многочисленные сталактиты и колонны, образованные из сросшихся сталактитов и сталагмитов.
Дно Пещеры разделено на части тремя огромными провалами и множеством маленьких колонн. Две из этих частей возвышаются над остальным городом (Тир Бреч и Галерея Знатных домов). Стоя на этих двух возвышенностях, можно увидеть весь город так, как будто бы он оказался у вас на ладони. Среди прочих строений можно отыскать великолепные замки, вырезанные из камня, с их прекрасными остроконечными башнями, которые освещаются разноцветными волшебными огоньками. За исключением Нарбондели, в городе нельзя встретить необработанный камень — все гладко и прекрасно. Многие из огромных построек города, в частности, в которых располагаются влиятельные дома Мензоберранзана, сделаны из колонн. К самым великолепным архитектурным достижениям дроу принадлежат искусно обработанные сталактиты, которые свисают над К’елларц’орль и которые связаны с основной пещерой множеством лестниц.

### Тир Бреч
Тир Бреч (англ. Tier Brieche, в пер. буквально — Ряд бреши, иногда Брешская Крепость) — самая высокая часть городского пейзажа, небольшая, прилегающая к основной каверне пещерка с расположенной в ней Академией. С главной частью города Ряд Бреши соединяется каменной лестницей. Его верхний конец находится между двух гигантских каменных столбов. В тени каждого, всегда стоят начеку мужчины — воины дроу, студенты — старшекурсники школы воинских искусств Мили-Магтира.
Академия — это билет во взрослую жизнь и получение статуса полноправного гражданина Мензоберранзана. Сюда двадцатилетние дроу прибывают для обучения и им не позволяют пройти назад вниз по лестнице в город до выпускного экзамена, принятого Главой или Хозяйкой Академии. Мужчина, который в юности не показал способностей к магии, или обладающий больше воинским талантом, чем способностями к колдовству, идет сначала в Мили-Магтир, восточную и наибольшую из трех структур Ряда Бреши. Это школа воинов, где Дзирт До’Урден провел девять лет, подобно бесчисленным поколениям дроу прежде и после него, обучаясь боевым искусствам. Половину десятого года обучения Дзирт провел в Сорцере, самой близкой к западной стене Ряда Бреши башне, изваянной из сталагмита. Здесь многие из самых могущественных мужчин дроу живут, скрываясь от смертельно опасной конкуренции внутри своего Дома и городской политики, интригуя и ожидая шанса отомстить.
Самым северным и наиболее внушительным зданием Академии, имеющем форму паука является Арак-Тинилит, где обучаются жрицы Ллот. Мужчины проводят здесь только последние шесть месяцев своего десятилетнего обучения. Дроу оставляют Академию подготовленными к жестокой жизни Мензоберранзана. «Гнева Паучьей Королевы», как называют этот город дроу из других городов. Те, кто не справился с обучением — умирают или бывают превращены в драуков.

### Нарбондель
Нарбондель (англ. Narbondel) — это огромный столб, оставленный необработанным. Он служит всем обитателям города, обладающим инфразрением — гигантскими часами. В конце каждого дня, городской (согласно разряду) архимаг (или мастер-колдун в редких случаях, когда архимаг мертв, очень занят или находится за пределами города) зажигает зачарованный огонь в его основании. Высокая температура, созданная заклинанием, поднимается вверх по камню, который становится красным от основания до вершины. Когда жар исчезает, наступает темнота — «Черная смерть Нарбондели». Время, когда волшебник создает зачарованный огонь, соответствует полуночи в верхних царствах, так же как цикл огня Нарбондели равняется дню верхнего мира. Нарбондель не излучает видимого света и не отбрасывает тени.
Мензоберранзан был основан Мензоберрой Безродной, высшей жрицей Ллос. Никто из горожан и не догадывается, что могила Мензоберры находится у основания Нарбондели, скрытая под спиральной лестницей, что спускается по столбу от секретной двери на его вершине. Когда-то кости Мензоберры лежали в коконе в центре огромной паутины. Закнафейн, оружейник Дома До’Урден, по указанию Матери Мэлис До’Урден нашёл могилу и похитил кинжал Мензоберры, который находился в том же коконе. Когда кинжал был извлечен, кости Мензоберры упали в пропасть, и сеть, которая закрывала яму, распалась. В то время как кинжал Мензоберры теперь покоится во владениях Паучьей королевы в Бездне, много других сокровищ лежит на дне пропасти, хотя они, скорее всего, под охраной давно забытых стражей.

### Донигартен
В самой гладкой и низкой пещере в восточной части города находится природного происхождения озеро Донигартен. Его холодные воды служат жизненным потребностям дроу — в озере рабы-гоблины ловят рыбу, в частности угрей. Воды озера орошают тщательно возделанные поля, где орки выращивают различные съедобные грибы на кучах отбросов, вывезенных из города, питают две плантации мха. На большей из них произрастает мох, который дроу употребляют в пищу и считают деликатесом, вторая плантация мха находится на острове, занимает его целиком и кормит большое стадо рофов (крупный рогатый скот, подобный волам), ограниченное водами водоема и усердием рабов-пастухов. Маленькие загоны на берегу поблизости позволяют оркам разводить и других животных захваченных или купленных на поверхности (особенно деликатесы вроде горных баранов или съедобных подземных тварей, которых приносят с охоты дроу).
Неимоверное количество рабов, служащих для выполнения тех или иных целей дроу, является одной из особенностей Мензоберранзана. Невольников добывает дом Облодра из многочисленных пещер Клорифты, большой пропасти рядом с городом.
Рабы бороздят озеро на плотах из грибных волокон. Им позволяется плавать и даже нырять с копьями, а также закидывать сети, если срочно нужна рыба, но запрещено исследовать темное и грязное дно водоема. Легенды о таящемся под водой чудовище умышленно и регулярно повторяются, но самые мудрые орки подозревают, что подводных тварей дроу поселили в водоем в качестве стражи, и настоящая цель запрета — препятствовать рабам находить волшебные изделия и ценности, потерянные дроу в давние дни, когда по обычаю сокровища опускались в водоем.
Это была традиция старых времен — хоронить тела Матерей и Старших сестер восьми правящих домов, а также — с одобрения Ллоc — воинов-героев дроу, в водах Донигартена. Тела облачали в нарядные одежды и парадные доспехи и украшали драгоценностями и амулетами, принадлежавшими дроу при жизни, павшим воинам оставляли их оружие, а затем мертвецов приковывали к каменным плитам и окутывали маскирующим заклинанием. Камни позволяли топить тела, а волшебство скрывало точное их местонахождение от потенциальных воров магическим мерцанием.
Вторая традиция была неофициальной, но с энтузиазмом исполняемой честолюбивыми дроу, теми, кто убил друзей, конкурентов или решил избавиться от члена семьи с помощью утопления в Донигартене. Их тела в поспешности и со всеми ценностями сбрасывали в озеро, и озеро скрывало следы преступления, так как трупы терялись среди ранее похороненных.
Нечто, находящееся ниже чёрной как смоль поверхности Донигартена, пожирает трупы дроу, рабы орки и гоблины действительно исчезают время от времени, но рабы плавают и ныряют и не боятся нападения — чудовище никогда не нападает при свидетелях. Даже дети дроу слышали рассказы о затопленных тоннелях, связывающих Донигартен и подводное королевство с потерянным храмом более древнего бога, чем Ллос, или водяных пещерах, населённых более могущественными существами, чем куо-тоа. Ни один дроу, находясь в здравом уме, не пытался проверить правдивость этих слухов — мерцание древних заклинаний со дна Донигартена безнадежно запутывает все попытки исследовать озеро магическим способом, и чтобы узнать, что там, пришлось бы действительно опуститься под воду.

### Тёмный Доминион
Более ста туннелей связывают городскую пещеру с окружающей вокруг темнотой — особенно почти с двумя дюжинами мест силы (волшебные места, где насыщенные колдовством камни испускает темное излучение), дроу ценят созданные там инструменты и оружие.
Область вокруг города, патрулируемая дроу, известна как Бэфваф (пер. пекв. Круг плаща), или более выспренно — как Тёмный Доминион. Монстры бродят по Доминиону, несмотря на постоянные патрули дроу, и даже рискуют проникать в город ради продовольствия, останавливая торговое движение. Тогда быстро посылаются дополнительные отряды дроу, так как сильная охрана есть только у единственного входа в Тир Бреш. Его стражами являются пара волшебных нефритовых пауков, несколько туннелей открывают вход на К’елларц’орль.
Восточный Путь — три туннеля в открытый восточный конец пещеры Мензоберранзана, где не живут дроу, там только драгоценная водная гладь Донигартена. Их проемы охраняются настоящими скорпионами и стреляющей ядом статуей нефритового паука.
Наименьший из этих туннелей ведет к пропасти в восточном краю Доминиона, населенном драйдерами и изгоями из города. Они убивают и пожирают все, что попадется в их лапы, особенно ненавидят и любят плоть оставшихся дроу.
Ближайший к Мензоберранзану город — Блингденстон, город свирфов — глубинных гномов.

## Структура города
- К’елларц’орль — плато, расположенное в юго-западной части города и отделенное от остального города густым лесом гигантских грибов. Над этим плато, в свою очередь, господствует небольшое возвышение, на котором расположен обширный комплекс Дома Бэнр, вмещающий двадцать сталагмитовых колонн и десять гигантских сталактитов. Дом Бэнр — Верховный Дом Мензоберранзана — существует уже более пяти тысяч лет, с самого основания Мензоберранзана, и все это время работы по усовершенствованию дома не прекращались.
- Нарбонделлин — район, где располагаются молодые и амбициозные Дома, в то время, как более старые и влиятельные Дома занимают большую область, прилегающую к Западной Стене.
- Манифолк — здесь проживает средний класс. Основная (и самая обширная) часть города, где расположено большинство торговых лавок.
- Базар — торговая площадь.
- Истмир — район, где расположены дома простолюдинов, гильдии наемников и низшие торговые Дома.
- Браэрин — район, предназначенный для низшей прослойки дроу и других рас Подземья. Патрулируемый район.
- Донигартен — является внутренним источником продовольствия для города, ибо здесь, возле небольшого озера, располагаются богатые грибные фермы и пасутся стада рофов (местный скот).

## Появление
Мензоберранзан является местом действия романов Роберта Сальваторе:
- трилогия «Тёмный Эльф»:
  1. «Родина» (англ. Homeland), 1990 год;
  2. «Изгнанник» (англ. Exile) 1990 год;
  3. «Странствие» (англ. Sojourn), 1991 год;
- «Беззвездная Ночь» (англ. Starless Night), 1993 год;
- «Осада Тьмы» (англ. Siege of Darkness), 1994 год;

В романе Элейн Канингем главная героиня происходит из одного из влиятельных домов Мензоберранзана:
- «Дочь Дроу» (англ. Daughter of the Drow), 1995 год;

Также в Меноберранзане происходят действия и события романов межавторского цикла под редакцией Роберта Сальваторе — «Война Паучьей Королевы» (англ. War of the Spider Queen):
- Ричард Ли Байерс — «Отречение» (англ. Dissolution), 2002 год;
- Томас Рейд — «Восстание» (англ. Insurrection), 2002 год;
- Ричард Бейкер — «Приговор» (англ. Condemnation), 2003 год;
- Лиза Смедман — «Угасание» (англ. Extinction), 2004 год;
- Филип Этанс — «Истребление» (англ. Annihilation), 2004 год;
- Пол Кемп — «Возрождение» (англ. Resurrection), 2005 год.

### Сеттинг
Для ролевой игры Dungeons&Dragons по вселенной Забытые Королевства выпущено более 150 руководств, атласов, модулей и прочей книжной продукции, в том числе 4 различных издания с базовым описанием мира (1987, 1993, 1996 и 2001 годах).
По Мензоберранзану было выпущено 3 книги («Книга 1: Структура Города», «Книга 2: Дома Мензоберранзана», «Книга 3: Приключения»), которые в декабре 1992 года были собраны под одной обложкой «Мензоберранзан: Прославленный город дроу».

### Компьютерные игры
Мензоберранзан является местом действия или упоминается в играх по вселенной Forgotten Realms:
- «Menzoberranzan» (1994);
- «Baldur's Gate», с дополнением Tales of the Sword Coast. Упоминание о городе дроу встречается и в последующих частях игры (Shadows of Amn и Throne of Bhaal).
- Серия компьютерных игр от студии «Black Isle Studios»: «Icewind Dale», дополнение к ней «Icewind Dale: Heart of Winter» и продолжение «Icewind Dale II»[7].